# 普化
普化，元朝大臣，译名又作不花，元顺帝时中书平章政事。
至元元年（1335年）由江南行御史台中丞入朝为中书省参知政事。至正十年（1350年），升任为中书省平章政事，后来被任命为资政院使。至正十六年（1356年），担任御史大夫。至正十九年（1359年），担任中书省右丞。至正二十年（1360年），分省太原，入为御史大夫。至正二十三年（1363年），受到皇太子爱猷识理达腊的命令，诬陷左丞相贺太平，贺太平最终贬死。不久再任中书省平章政事。